# Arnaldo Nouvel
Arnaldo Nouvel (en francés Arnaud Nouvel o Novel; Saverdun (Mediodía-Pirineos), ? - Aviñón, 14 de agosto de 1317) fue un cardenal francés, miembro de la orden cisterciense y tío del papa Benedicto XII (por parte de madre).

## Biografía
Nouvel fue profesor de la universidad de Toulouse y abad de la abadía cisterciense de Fontfroide (Aude) en Narbona. Fue nombrado vicecanciller de la Santa Iglesia 1307. Fue amigo del papa Clemente V.
Nouvel fue creado cardenal por el papa Clemente V en el consistorio del 19 de diciembre de 1310. Participó en el cónclave de 1314-16, en el cual fue elegido Juan XXII y enviado en 1312 como legado apostólico a Inglaterra para negociar una paz entre el rey y los señores ingleses, y mientras tanto el Papa se hizo cargo de la Cancillería.

## Fuente
- Esta obra contiene una traducción  derivada de «Arnaud Novel» de Wikipedia en francés, publicada por sus editores bajo la Licencia de documentación libre de GNU y la Licencia Creative Commons Atribución-CompartirIgual 4.0 Internacional.

- Datos: Q691659
- Multimedia: Arnaud Novel / Q691659